# Marsovský skluz v čase
Marsovský skluz v čase (1964, Martian Time-Slip) je sci-fi román amerického spisovatele Philipa K. Dicka. Román vyšel nejprve časopisecky roku 1963 v magazínu Worlds of Tomorrow pod názvem All We Marsmen (Všichni jsme Marťané).

## Obsah románu
Román se odehrává v blízké budoucnosti na Marsu, obývaném kolonisty a zbytky decimovaného původního obyvatelstva. Život v kolonii není nikterak lehký, mnoho věcí potřebných k životu chybí, adaptace na vyprahlé prostředí je obtížná a množí se záchvaty schizofrenie. OSN chystá projekt, který má přivést na Mars další vlnu osadníků. V Rooseveltových horách má být postaven obrovský soběstačný komplex bytových jednotek.
Dosud bezcennou půdu začínají skupovat spekulanti. Magnát Arnie Kott, šéf největší korporace na Marsu, která má monopol na vodu, tedy na hlavní zdroj života na planetě, se také o plánu dozví a chtěl by se podívat do budoucnosti, zda ke stavbě opravdu dojde. Zadá vynikajícímu technikovi Jackovi Bohlenovi, který má za sebou rovněž záchvat schizofrenie, úkol vymyslet komunikátor, s jehož pomocí by šlo porozumět chlapci Manfredu Steinerovi postiženému autismem. Chlapec, který obývá tábor pro psychicky postižené děti, je podle tamějšího psychiatra nadán schopností nahlédnout do budoucnosti. Tato schopnost je dána tím, že chlapec jako těžký autista vnímá okolní dění zrychleně.
Dříve než se podaří komunikátor vytvořit, je všechna půda skoupena. Kott se rozhodne vydat se s Manfredovou pomocí do minulosti a spekulanty předběhnout. Brzy tak není jasné, která z popisovaných skutečností je ta pravá. Kott si nakonec uvědomí, že není v minulosti, ale v pokřiveném Manfredově světě. Když se vrátí do skutečnosti, je zastřelen překupníkem, jehož podnik nechal dříve vykrást a zničit. Kott je však do konce přesvědčen, že je stále v Manfredově fantazii.

## Česká vydání
- Marsovský skluz v čase, Leonardo, Ostrava 1998, přeložil Emil Labaj.
- Marsovský skluz v čase, Argo, Praha 2011, přeložil Emil Labaj.